# Cathilaria
Cathilaria is een geslacht van vliesvleugeligen uit de familie Eurytomidae. De wetenschappelijke naam van dit geslacht is voor het eerst geldig gepubliceerd in 1971 door Burks.

## Soorten
Het geslacht Cathilaria omvat de volgende soorten:
- Cathilaria certa Zerova, 1999
- Cathilaria globiventris (Zerova, 1974)
- Cathilaria opuntiae (Muesebeck, 1932)
- Cathilaria rigidae Zerova, 1999